# Fabrizio Barbazza
Fabrizio Barbazza, född 2 april 1963 i Monza, är en italiensk racerförare.

## Racingkarriär
Barbazza debuterade i Formel 1 för AGS-Ford 1991. Han kom som bäst på sjätte plats i två lopp, Europas Grand Prix 1993 och San Marinos Grand Prix 1993.
Barbazza började köra motocross som tonåring och racing i Formula Monza 1982. Året efter gick han rakt in i det italienska F3-mästerskapet och tävlade för Genoa Racing och för Team Venturini 1984 och 1985. Det sista året vann han fyra lopp och slutade trea i det italienska mästerskapet.

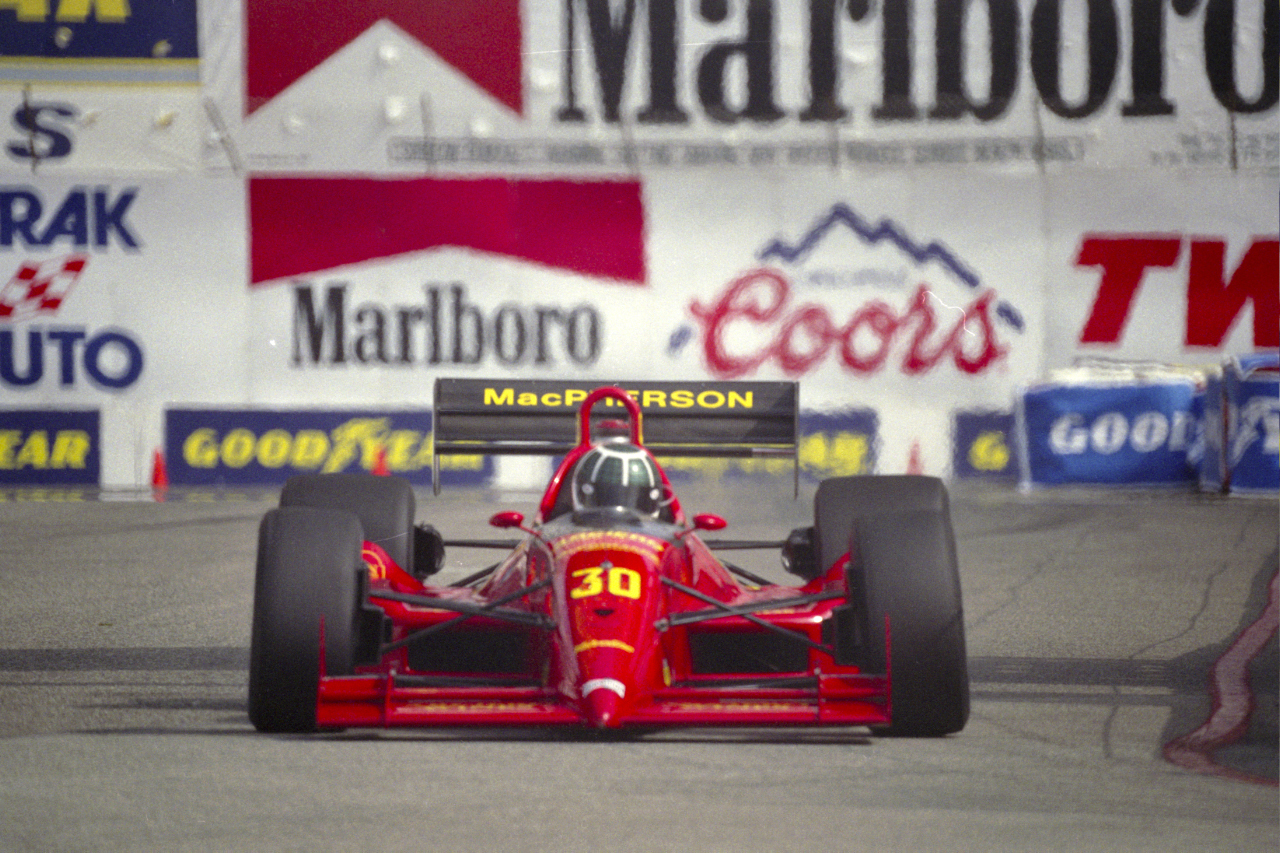
Fabrizio Barbazza i Long Beach Grand Prix 1992.

Barbazza ville gärna köra formel 3000 men han hade inga pengar, så han åkte istället till USA och tävlade i American Racing Series för Arciero Racing. Han vann serien och blev Indy Lights Champion redan första säsongen, vilket medförde att han året efter fick chansen att tävla i CART för stallet. Barbazza kom trea i Indianapolis 500 och utsågs till årets CART-rookie 1987.
Eftersom han ville köra Formel 1 återvände han till Europa 1988 och testade för Formel 1-stallet AGS, men 1989 han hade för lite pengar för att bli Formel 1-förare så han åkte tillbaka till Arciero Racing i USA och körde CART.
1990 rekryterades Barbazza av formel 3000-stallet Crypton Engineering vilket ledde till att han året efter blev förare för AGS efter att det hade tagits över av Cryptons chef Patrizio Cantu.
Barbazza lyckades dock inte kvala in till något lopp 1991. 1992 återvände han än en gång till Arciero Racing och CART men 1993 kom han tillbaka till Europa och till formel 1-stallet Minardi efter att ha fått uppbackning från den italienska verktygstillverkaren Beta Utensili.
Barbazza kom sexa i två lopp men efter halva säsongen blev han utbytt när hans pengar var slut och därmed var också hans korta Formel 1-karriär slut.
Han fortsatte dock med racing i sportvagnar. Under ett lopp 1995 i USA i en Ferrari skadades han svårt i en kollision med Jeremy Dale på Road Atlanta. Barbazza fick skall- och bröstskador och föll i koma och hans tillstånd var kritiskt. Han överlevde och tillfrisknade men återvände inte mer som aktiv i racing.
Barbazza startade istället en kartingbana på Kuba och började designa skyddsbarriärer till racerbanor. Han blev även dykinstruktör på Kuba.

## F1-karriär
| Säsong | Stall/Tillverkare | Poäng | Placering |
| ------ | ----------------- | ----- | --------- |
| 1991   | AGS-Ford          | 0     | –         |
| 1993   | Minardi-Ford      | 2     | 19        |